# Élection présidentielle slovaque de 2014
L’élection présidentielle slovaque de 2014 (en slovaque : Voľba prezidenta Slovenskej republiky v roku 2014) se tient les samedis 15 et 29 mars 2014, afin d'élire le président de la République slovaque pour un mandat de cinq ans.
Le président du gouvernement Robert Fico, revenu au pouvoir en 2012 avec la majorité absolue pour son seul parti, sort en tête du premier tour avec une avance plus réduite qu'imaginée sur le philanthrope Andrej Kiska. Ce dernier s'impose largement au second tour, s'engageant à agir comme contre-poids à l'exécutif que Fico continuera de diriger.

## Contexte
Au cours de l'élection présidentielle de 2009, le président de la République sortant Ivan Gašparovič, soutenu par le président du gouvernement Robert Fico, est réélu au second tour avec plus de 55 % des voix, face à la candidate du centre droit Iveta Radičová après avoir raté la victoire au premier tour en raison d'une faible participation,.
Lors des élections européennes de juin suivant, la Slovaquie connaît l'un des plus faibles taux de participation d'Europe et donne la première place à SMER – social-démocratie (SMER-SD) de Fico, alors que le paysage politique est-européen est dominé par la droite.
L'été 2009 est marquée par des tensions entre le gouvernement slovaque d'un côté, la minorité magyare et le gouvernement hongrois de l'autre. Le Conseil national adopte une loi qui interdit l'utilisation des langues minoritaires dans les administrations, ce qui suscite l'ire de la classe politique hongroise et une manifestation de la minorité hongroise, puis les autorités de Bratislava interdisent au président hongrois László Sólyom de visiter une ville slovaque située à la frontière entre les deux pays,,. La situation se tend à nouveau printemps 2010, en raison de l'adoption d'une loi par la Hongrie permettant aux Magyars de l'étranger d'obtenir la nationalité hongroise. Robert Fico, qui parle de « menace hongroise », fait voter en représailles une loi prévoyant la déchéance de nationalité pour tout Slovaque qui opterait pour la nationalité d'un autre État,.
Au soir des élections législatives du 12 juin 2010, SMER-SD reste le premier parti du pays avec 34,8 % des voix, mais Fico est privé de majorité. À l'inverse, le centre droit totalise 79 députés sur 150, répartis entre quatre formations. Vice-présidente de l'Union démocratique et chrétienne slovaque - Parti démocratique (SDKÚ-DS), Iveta Radičová devient présidente du gouvernement le 8 juillet, à la tête d'un gouvernement de coalition avec un programme d'austérité budgétaire et de relance des réformes libérales mises en œuvre entre 1998 et 2006.
À la rentrée 2011, la majorité parlementaire se divise sur le renforcement du Fonds européen de stabilité financière (FESF), mis en place dans le cadre de la crise de la dette dans la zone euro puisque Liberté et solidarité (SaS), dirigé par le président du Conseil national Richard Sulík, s'y oppose. Le 11 octobre, alors que Radičová a engagé sa responsabilité sur la ratification du texte, celui-ci est rejeté,. Le projet est finalement adopté, après le vote d'un accord pour l'organisation d'élections anticipées le 10 mars 2012.
Au soir du scrutin, SMER-SD revient au pouvoir avec 44,4 % des suffrages exprimés, soit 83 députés sur 150, soit la première majorité absolue pour un parti seul depuis 1992. À l'inverse, la SDKÚ-DS s'effondre avec à peine 6 % des voix, éclaboussée par des scandales de corruption pendant la campagne. Les élections régionales de novembre 2013 voient l'élection à la surprise générale de Marian Kotleba, antisémite et xénophobe, à la présidence de la Région de Banská Bystrica.

## Mode de scrutin
Le président de la République (Prezident Slovenskej republiky) est le chef de l'État de la Slovaquie. Il est élu pour un mandat de cinq ans.
L'élection se tient au suffrage universel direct et au scrutin uninominal majoritaire à deux tours. Le candidat qui remporte la majorité absolue des suffrages exprimés au premier tour est proclamé élu. Si aucun candidat n'atteint ce résultat, les deux candidats ayant remporté le plus de voix sont qualifiés pour le second tour, qui se tient deux semaines plus tard. Le candidat qui remporte le plus de voix est proclamé élu.

## Campagne
Candidat de SMER-SD, Robert Fico domine les sondages et se présente en défenseur des plus modestes, mais est accusé par ses adversaires de vouloir concentrer tous les pouvoirs pour son parti et renforcer les attributions présidentielles par des amendements constitutionnels. Il est suivi dans les intentions de vote par l'indépendant Andrej Kiska, philanthrope sans appartenance politique et défenseur d'une présidence de la République au-dessus des partis.

## Sondages
| Mois    | Sondeur | Čarnogurský | Fico   | Hrušovský | Kiska  | Kňažko | Osuský | Procházka | Bárdos |
| ------- | ------- | ----------- | ------ | --------- | ------ | ------ | ------ | --------- | ------ |
| 1/2013  | MVK     | 9,5 %       | 29,0 % | 11,7 %    | 5,8 %  | 8,7 %  | -      | -         | -      |
| 5/2013  | MVK     | 17,2 %      | 41,9 % | -         | 13,3 % | -      | -      | 16,4 %    | -      |
| 7/2013  | MVK     | 11,2 %      | 43,6 % | 15,0 %    | 11,8 % | -      | 2,8 %  | 15,6 %    | -      |
| 7/2013  | Focus   | 5,2 %       | 36,3 % | 13,4 %    | 18,9 % | -      | 1,1 %  | 5,8 %     | -      |
| 7/2013  | Polis   | 11,8 %      | 44,6 % | 15,2 %    | 9,6 %  | -      | 4,0 %  | 14,8 %    | -      |
| 9/2013  | Focus   | 8,8 %       | 38,4 % | 17,3 %    | 20,0 % | -      | 3,8 %  | 11,7 %    | -      |
| 10/2013 | MVK     | 8,9 %       | 37,9 % | 17,6 %    | 13,2 % | -      | 4,4 %  | 18,1 %    | -      |
| 10/2013 | Focus   | 7,7 %       | 37,8 % | 17,9 %    | 17,6 % | -      | 3,9 %  | 15,1 %    | -      |
| 11/2013 | Focus   | 5,9 %       | 36,9 % | 15,6 %    | 17,9 % | 7,2 %  | 4,2 %  | 10,3 %    | -      |
| 1/2014  | Focus   | 4,3 %       | 40,0 % | 8,2 %     | 13,0 % | 11,8 % | 1,1 %  | 7,7 %     | 5,3 %  |
| 2/2014  | Focus   | 1,7 %       | 37,0 % | 7,3 %     | 20,4 % | 12,9 % | -      | 10,3 %    | 4,5 %  |
| 3/2014  | Polis   | 2,5 %       | 37,8 % | 5,2 %     | 26,4 % | 11,2 % | -      | 8,1 %     | 4,5 %  |
| 3/2014  | Focus   | 3,2 %       | 35,0 % | 7,9 %     | 23,8 % | 9,7 %  | -      | 9,9 %     | 5,3 %  |

## Résultats
| Candidat                 | Candidat                 | Parti                    | Premier tour | Premier tour | Second tour | Second tour |
| Candidat                 | Candidat                 | Parti                    | Voix         | %            | Voix        | %           |
| ------------------------ | ------------------------ | ------------------------ | ------------ | ------------ | ----------- | ----------- |
|                          | Robert Fico              | SMER-SD                  | 531 919      | 28,00        | 893 841     | 40,61       |
|                          | Andrej Kiska             | Indépendant              | 455 996      | 24,00        | 1 307 065   | 59,39       |
|                          | Radoslav Procházka       | Indépendant              | 403 548      | 21,24        |             |             |
|                          | Milan Kňažko             | Indépendant              | 244 401      | 12,86        |             |             |
|                          | Gyula Bárdos (sk)        | SMK-MKP                  | 97 035       | 5,10         |             |             |
|                          | Pavol Hrušovský          | KDH                      | 63 298       | 3,33         |             |             |
|                          | Helena Mezenská (sk)     | Indépendante             | 45 180       | 2,37         |             |             |
|                          | Ján Jurišta (sk)         | KSS                      | 12 209       | 0,64         |             |             |
|                          | Ján Čarnogurský          | Indépendant              | 12 207       | 0,64         |             |             |
|                          | Viliam Fischer (sk)      | Indépendant              | 9 514        | 0,50         |             |             |
|                          | Jozef Behýl (sk)         | Indépendant              | 9 126        | 0,48         |             |             |
|                          | Milan Melník (sk)        | Indépendant              | 7 678        | 0,40         |             |             |
|                          | Jozef Šimko (sk)         | SMS (sk)                 | 4 674        | 0,24         |             |             |
|                          | Stanislav Martinčko (sk) | KOS                      | 2 547        | 0,13         |             |             |
|                          |                          |                          |              |              |             |             |
| Votes valides            | Votes valides            | Votes valides            | 1 899 332    | 99,23        | 2 200 906   | 98,94       |
| Votes blancs et nuls     | Votes blancs et nuls     | Votes blancs et nuls     | 14 689       | 0,77         | 23 476      | 1,06        |
| Total                    | Total                    | Total                    | 1 914 021    | 100          | 2 224 382   | 100         |
| Abstention               | Abstention               | Abstention               | 2 495 772    | 56,60        | 2 181 879   | 49,42       |
| Inscrits / participation | Inscrits / participation | Inscrits / participation | 4 409 793    | 43,40        | 4 406 261   | 50,48       |

Représentation des résultats du second tour :
| Robert Fico (40,61 %) |  |  | Andrej Kiska (59,39 %) |
| ▲                     |  |  |                        |
| Majorité absolue      |  |  |                        |

## Analyse
Bien que le président du gouvernement Robert Fico arrive en tête du premier tour, son avance sur Andrej Kiska est plus réduite qu'envisagée par les enquêtes d'opinion. Ce dernier, perçu comme le véritable vainqueur du scrutin, reçoit les soutiens de Radoslav Procházka et Milan Kňažko. Au soir du second tour, Kiska l'emporte avec une très large avance et reçoit les félicitations de son concurrent, dont le parti confirme qu'il a l'intention de rester à la tête de l'exécutif. Le futur chef de l'État s'engage de son côté à agir comme un contre-poids au gouvernement.